# 内沙布儿之战
内沙布儿之战，成吉思汗十六年（1221年）四月，蒙古第一次西征中，蒙古帝国军队在内沙布儿（今伊朗东北部呼罗珊省内沙布尔）击败呼罗珊的作战。
1220年六月初五，哲别、速不台奉命追击花剌子模大汗阿拉乌丁·摩诃末，兵临内沙不儿城下。他遣使至呼罗珊的宰相处诏谕归降，抹智儿·木勒克派八人，带着酒席、礼物表示同意供给饲料、给养。哲别发下盖有红印的畏吾儿文、蒙古文公文和成吉思汗诏书的副本。哲别、速不台继续追击摩诃末。1220年拖雷奉命攻呼罗珊，拖雷军先锋驸马脱忽察儿连续攻下奈撒、马鲁（今土库曼斯坦马里）、哈连答儿城之后，进至内沙不儿。攻城三日不下，脱忽察儿战死，所部的蒙古军引退，与拖雷主力会合。拖雷率领后军至内沙布儿城下，先扫荡四周山地，然后攻城。守城军民严阵以待，城上置三千发弩机，五百抛石机。蒙古军也有大量攻城器具，有三千发弩机，三十抛石机，七百火焰放射器，四百云梯。从附近山上取石，于城下集积大量炮石，守城军民看到蒙古军兵力雄厚，围得水泄不通，丧失战斗信心。派遣呼罗珊大断事官，率领教长、紳士同向拖雷请降，并许向蒙古纳岁贡。拖雷不许。1221年四月初七，拖雷下令攻城，弩机齐发，昼夜不息，至四月初九晚，堑壕已平，城增裂七十余处。蒙古军从四面登城而入，街巷屋舍都成战场。大汗公主、脱忽察儿之妻率万人入城，见人就杀，如是四日，毀城屠城，只有工匠四千人充军。